# Pachnistis morologa
Pachnistis morologa is een vlinder uit de familie dominomotten (Autostichidae). De wetenschappelijke naam is voor het eerst geldig gepubliceerd in 1923 door Meyrick.
De soort komt voor in het Afrotropisch gebied.